# إيرنيستو نويل أكينو
إيرنيستو نويل أكينو (بالإسبانية: Ernesto Noel Aquino)‏ (16 أكتوبر 1975 بلا سيبا في هندوراس - ) هو مدرب كرة قدم ولاعب كرة قدم هندوراسي في مركزي قلب الدفاع والدفاع. شارك مع منتخب هندوراس تحت 20 سنة لكرة القدم. أما مع النوادي، فقد لعب مع أونسي مونيسيبال ‏ وإيسيدرو ميتابان ‏ وAtlético Balboa ‏ ونادي فيكتوريا.

## وصلات خارجية
- إيرنيستو نويل أكينو على موقع قاعدة بيانات كرة القدم.إي يو (الإنجليزية)